# Писарёвка (Клинцовский район)
Писарёвка (Речица)— деревня на реке Речица в Клинцовском районе Брянской области в составе Рожновского сельского поселения. 

## География
Находится в западной части Брянской области на расстоянии приблизительно 25 км на запад-северо-запад по прямой от вокзала железнодорожной станции Клинцы.

## История
Основана в 1704 как слобода при мельнице писаря Григория Отвиновского, позднее частично во владении Завадовских (казачьего населения не имела). 
До 1781 входила в Новоместскую сотню Стародубского полка. 
с 1782 по 1921 в Сураж. уезде (с 1861 - в составе Ущерпской вол.); 
в 1921-1929 в Клинц. уезде (та же вол.).
С 1919 по 1954 - центр Писарёвского с/с, в 1954-2005 в Ущерпском с/с.
В середине XX века работал колхоз «Коммунар». 
В 1859 году здесь (деревня Писаревка (Речица) Суражского уезда Черниговской губернии) учтено было 40 дворов, в 1892—73 дворов.

## Население
Численность населения: 435 человек (1859), 603 человека (1892), 66 человек (2002), 41 человек (2010), 31 человек (2013).
Будет упразднен как фактически не существующий в связи с переселением всех жителей на постоянное место жительства в другие населённые пункты